# あべさより
あべ さより（1960年2月25日 - ）は、日本の漫画家。北海道紋別市出身。現在札幌市在住。身長158cm。血液型はA型。1988年に『別冊少女コミック』でデビュー。現在は小学館の学習雑誌に多くの連載を持つ一方、教育漫画なども手がける。

## 現在連載中の作品
- 吉村岡田
- チコちゃんに叱られる!

## 過去の主な作品
- SALTY DOG（デビュー作）
- バンブー★カルチャ
- みんなでたまごっち
- 遭遇!たこちくび星人
- はなマル保健室（花井愛子と共著）
- わんこ・みっくす
- どうぶつの森 ホヒンダ村だより
- コメットさん☆
- 伝説のスタフィー

他多数

## 教育漫画
学習まんが人物館（小学館）
- 『マザー・テレサ 貧しい人びとに限りなき愛をそそいだ現代の聖女』滝田よしひろ、あべさより
- 『与謝野晶子 女性の自由を歌った情熱の歌人』入江春行、あべさより
- 『レーナ・マリア 障害をこえて愛と希望を歌い続ける女性シンガー』シナリオ・菅谷淳夫
- 『杉原千畝 六千人の命を救った外交官』渡辺勝正、稲垣収、あべさより ISBN 4092701136
- 『キュリー夫人―はじめてノーベル賞をとった女性科学者』
- 『ファーブル―虫のことばを聞いた詩人』

OTSUKAまんがヘルシー文庫(大塚ホールディングス）
- OTSUKA漫画ヘルシー文庫6 スポーツと健康編8『カーマックランドオリンピック-スポーツと心』
- OTSUKA続まんがヘルシー文庫1 食べて、遊んで、ねる子は育つの巻3　体動かせいっぱい遊べ『シャル・ウィ・スポーツ?～スポーツしようよ』
- OTSUKA続まんがヘルシー文庫3 みんなみんな地球っ子～環境と健康の巻5『参上！サンR-おいらはエコの見方だみゃあ』
- OTSUKA続まんがヘルシー文庫4 くらしに身近な病気とケガの巻2『ナス子さんはナースさん-「うつる」ということ』
- OTSUKAまんがヘルシー文庫1 水と健康 水で生きてる体と心の巻5『モモとチェリーとあつし君-水と病気』
- OTSUKAまんがヘルシー文庫2 生活習慣と体のリズムの巻2『パンポイの生活習慣のお話-生活習慣病』
- OTSUKAまんがヘルシー文庫4 知ってる？自分の体 健康診断は成長チェックの巻1『ドルフ先生といっしょに健康診断-健康と成長をチェック!』
- ほか

## エピソード
- 血液型はA型だが本人はB型だとよく言われるらしい[2]。
- お酒がまったく飲めず、タバコも吸えない[2]。
- だまちゃん、ヒガちゃんというアシスタントがいる。
- 椎間板ヘルニア持ち[2]。
- サラミと言う猫を飼っている[2]。